# Santa Maria d'Oló
Santa Maria d’Oló  (Santa Maria de Oló) là một đô thị trong comarca Bages, tỉnh Barcelona, Catalonia, Tây Ban Nha.
| 1900 | 1930 | 1950 | 1970 | 1981 | 1986 |
| ---- | ---- | ---- | ---- | ---- | ---- |
| 1035 | 1094 | 1253 | 1173 | 1098 | 1050 |